# 和歌集
和歌集（わかしゅう）は、複数の和歌を1冊に編集した書籍。明治時代以降の和歌が短歌と呼ばれるようになってからは、単に歌集（かしゅう）と呼ぶ。

## 代表的な歌集
日本最古の歌集として『万葉集』があり、勅撰和歌集（帝王の命で国が編纂したもの）として『古今和歌集』や『新古今和歌集』などがある。また、『古今和歌六帖』、『夫木和歌抄』など、勅命によらないで編纂された和歌集（私撰集）もある。また、1人の歌人の和歌を編集したもの（私家集）もある。